# Бхакти-врикша
Название малых групп духовного общения в ИСККОН.
Бхакти-врикша — это один из видов нама-хатты.
Термин «нама-хатта» ввел Шрила Бхактивинода Тхакур, в переводе с санскрита он означает «рынок святого имени». Нама-хаттой обычно называют любые духовные группы, как правило, действующие за пределами храма. Бхакти-врикша (в переводе с санскрита — «дерево бхакти») — это наиболее динамичный вариант нама-хатты, который ставит перед собой цель готовить новых лидеров и открывать новые группы для проповеди прихожанам. То есть это развивающаяся, ветвящаяся нама-хатта (подобно ветвям дерева).
Программу развития вайшнавских общин «бхакти-врикша» предложил в 1995 году ЕС Шрила Джаяпатака Свами, министр развития вайшнавских общин ИСККОН.